# Dolichopteryx parini
Dolichopteryx parini is een straalvinnige vissensoort uit de familie van hemelkijkers (Opisthoproctidae). De wetenschappelijke naam van de soort is voor het eerst geldig gepubliceerd in 2001 door Kobyliansky & Fedorov.